# 리얼수선예능 고쳐듀오
《리얼수선예능 고쳐듀오》는 대한민국 YTN 사이언스의 방송 프로그램, 2020년 1월 28일부터 2021년 11월 30일까지 방영되었다. 화요일 오전 9시 20분에 방송된 과학전문 예능 프로그램이다.

## 방송 시간
- 화요일 오전 11시~11시 30분(30분)

## 앵커

### 오전
- 문지현 아나운서(여)

### 오후
- 조진혁 아나운서(남)
- 조예진 아나운서(여)